# 鬬章
鬬章（？—？），芈姓，鬬氏，名章，中国春秋时期楚国人。
前658年（鲁僖公二年、楚成王十四年、郑文公十五年）冬季，楚国人进攻郑国，楚成王派鬬章囚禁了郑国的聃伯。